# Šahbegovići
Šahbegovići (en serbe cyrillique : Шахбеговићи) est un village de Bosnie-Herzégovine. Il est situé sur le territoire de la ville d'Istočno Sarajevo, dans la municipalité de Sokolac et dans la république serbe de Bosnie. Selon les premiers résultats du recensement bosnien de 2013, il compte 41 habitants.

## Géographie
Le village est situé sur les bords de la rivière Žitina, un affluent de la Kaljina.

## Démographie

### Évolution historique de la population dans la localité
| 1948 | 1953 | 1961 | 1971 | 1981 | 1991 | 2013 |
| ---- | ---- | ---- | ---- | ---- | ---- | ---- |
| -    | -    | 247  | 217  | 208  | 180  | 41   |

|  |

### Communauté locale
En 1991, la communauté locale de Šahbegovići comptait 685 habitants, répartis de la manière suivante :